# Renato Guatelli
Renato Guatelli "Buff" (Borgo San Donnino, 3 gennaio 1923 – Coduro di Fidenza, 18 dicembre 1944) è stato un partigiano italiano.
Bersagliere e poi comandante di squadra nella resistenza con il nome di battaglia di "Buff", è stato insignito alla memoria della Medaglia d'oro al valor militare.

## La vita
Dopo la licenza di Avviamento professionale, Renato Guatelli venne chiamato alle armi, costretto a partire dal famoso bando Graziani dell'8 marzo 1944 e assegnato al deposito del 12º Reggimento bersaglieri di Reggio Emilia. Il giorno dell'arruolamento, insieme ad altri giovani, sfilò per protesta nella piazza principale di Fidenza, suonando al clarinetto Bandiera rossa e L'Internazionale, coinvolgendo i cittadini senza che i fascisti potessero intervenire.
Dopo l'armistizio dell'8 settembre 1943, si diede alla macchia entrando tra le file della resistenza operando con i partigiani della 31ª Brigata Garibaldi "Forni" nel territorio parmense della Val Ceno.
Fece parte del distaccamento "Barabaschi" che agiva principalmente sulla Via Emilia, arteria di comunicazione e rifornimento della Linea gotica, e grazie al valore dimostrato venne nominato comandante di squadra. Il 18 dicembre 1944 partecipò con la "Barabaschi" all'attacco di un'autocolonna nemica in transito nelle vicinanze di Fidenza. Gravemente ferito nell'azione, prima di morire colpito da un'ultima raffica tedesca, consegnò il Bren ai compagni chiedendo che lo mettessero al sicuro prima di aiutare lui.
Gli fu conferita la Medaglia d'oro al valor militare alla memoria con Decreto Presidenziale del 13 ottobre 1969.

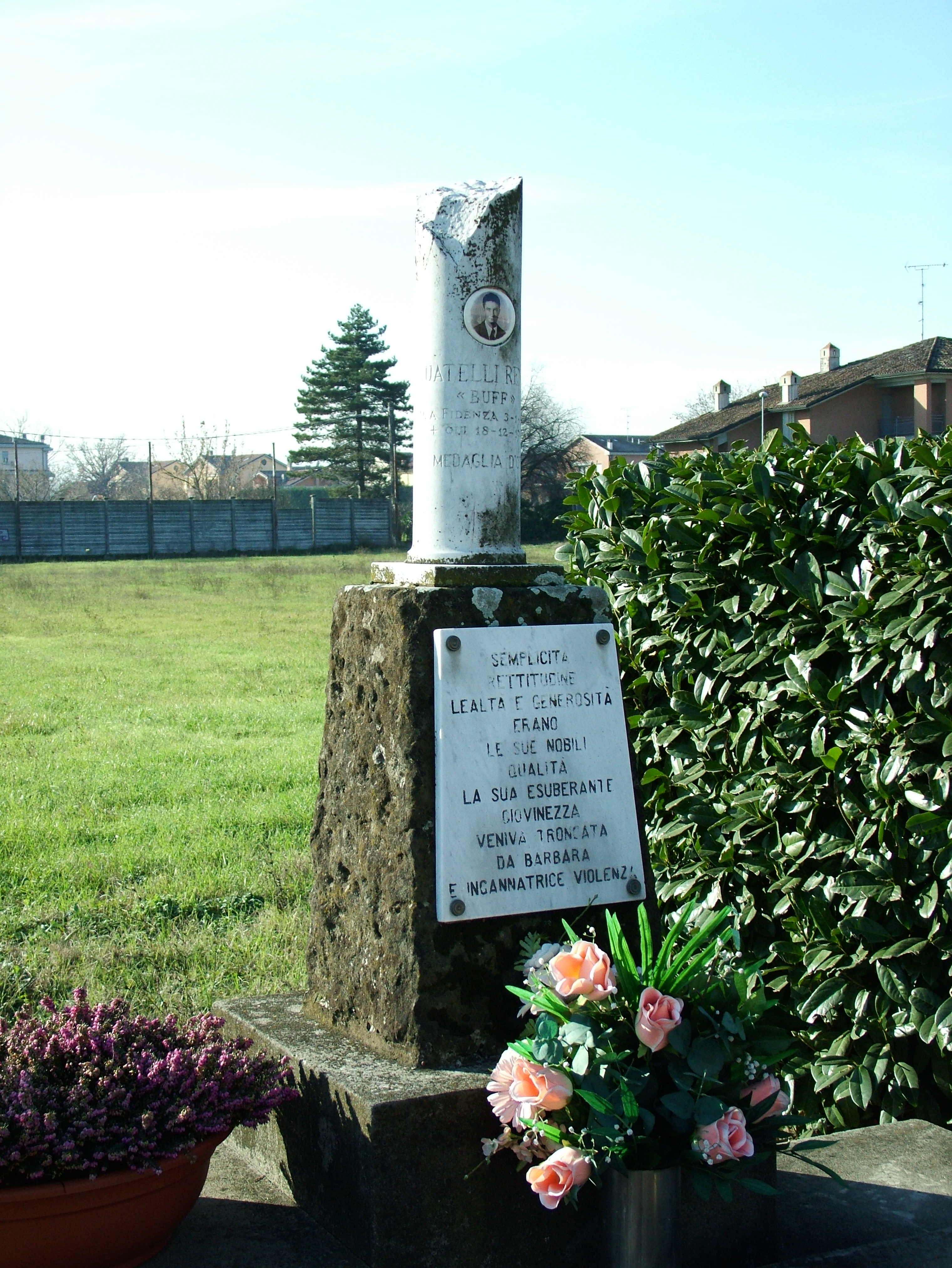
Cippo in memoria di Renato Guatelli posto a Coduro di Fidenza a lato della Via Emilia

## Riconoscimenti e dediche
- A Renato Guatelli è intitolata la piscina comunale di Fidenza e una via della città.